# Hinde Taarji
Hinde Ben Abbes Taarji, née en 1957 à Marrakech, est une journaliste et essayiste marocaine. 

## Biographie
Hinde Taarji est née en 1957 à Marrakech, peu de temps après l’indépendance du Maroc. Son père, avocat, avait participé à la lutte pour cette indépendance et à la défense de nationalistes marocains. Elle effectue des études supérieures en anthropologie à l’École des hautes études en sciences sociales à Paris et revient au Maroc en 1985.
Noureddine Ayouch lui propose de participer au projet d’un magazine féminin et féministe, Kalima, dont le premier numéro sort en février 1986. Plusieurs numéros de ce magazine, qui aborde des sujets sensibles comme la prostitution, ou la corruption, sont censurés. Elle dirige l’équipe de ce magazine, comme rédactrice en chef, pendant les 4 ans de sa parution, jusqu’en avril 1989, où le périodique est finalement interdit par le pouvoir,,.
C’est un reportage de Kalima sur des étudiantes voilées de Marrakech qui sera un des points de départ d’un de ses ouvrages les plus connus, paru à Paris en 1990, Les voilées de l’islam, résultat d’une enquête sur le terrain effectué à la rencontre de femmes dans plusieurs pays (’Égypte, les Émirats Arabes Unis, le Koweït, la Turquie, le Liban, l’Algérie), pour saisir les raisons du port de voile. Le livre est bien souvent prémonitoire,.  
L’ouvrage reçoit en 1992 le prix Grand Atlas.
Elle codirige ensuite, avec Kacem Basfao, enseignant-chercheur de Casablanca, un recueil d’analyses sur l'émigration marocaine, dans six pays, la France, la Belgique, l'Italie, l'Espagne, les Pays-Bas et le Canada, L’annuaire de l’émigration, Maroc. L’ouvrage, publié en 1994, réunit des travaux de chercheurs selon de multiples angles.
Puis elle publie en 1998 une analyse sur la guerre civile algérienne, 30 jours en Algérie, journal d’une marocaine, après une enquête de terrain réalisée dans ce pays. En 2002, elle consacre une longue enquête en Palestine et Israël à l’Intifada,,.
Par ailleurs,elle intervient dans la presse marocaine, notamment par des chroniques dans l’hebdomadaire La Vie éco, qu’elle compile et publie en 2017 dans un ouvrage intitulé En ces temps étranges: chroniques 2002-2016.

## Principales publications
- Les voilées de l’islam, Paris, Balland, 1990
- L’annuaire de l’émigration, Maroc, direction d’ouvrage en collaboration avec Kacem Basfao, Rabat, Afrique Orient, 1994
- 30 jours en Algérie, journal d’une marocaine, Casablanca, Eddif, 1998[10]
- Au cœur de l’Intifada, Casablanca, Tarik Éditions , 2002
- En ces temps étranges: chroniques 2002-2016, Tarik Éditions , 2017